# 心岩寺
心岩寺（しんがんじ）は、神奈川県座間市にある臨済宗建長寺派の寺院で、建長寺第75世悦岩興惟（えつがんこうい）禅師の法弟成英玉（せいえいぎょく）が開山し、この地の郷士白井織部是房（おりべこれふさ）が開基となり、白井氏の持仏堂を寺としたものである。
山号は初め久光山心願寺、後に座間山心巌寺、江戸時代に座間山心岩寺と改められた。

## 歴史
- 1461年（寛正元年）頃 - 創建

## 新編相模国風土記稿
新編相模国風土記稿（巻之六十六　村里部　高座郡巻之八）に以下の記述がある。
「心巌寺　座間山と号す、臨済宗（鎌倉建長寺末）開山を成英と云ふ（文明十二年九月四日滅す、）開基は白井織部是房なり（法名心厳道誉文明元年五月四日死す）本尊釈迦を案ず（運慶作、長五寸五分、）」
「是房は心巌寺の開基にて、応仁文明頃の人なり、当時座間七村の地頭職なりしと伝ふ、」

## 文化財
- 釈迦如来立像（座間市指定重要文化財）

心岩寺の本尊で、平安時代末期から鎌倉時代初期の制作であると考えられる。造像当時は金箔押であったが、現在ではほとんどが剥落し、わずかに衣丈のひだに残るだけである。
- 岩城常隆供養五輪塔（座間市指定重要文化財）

岩城常隆の追善供養のために寺の住職が建立した。岩城常隆は飯野平の城主で、1590年（天正18年）小田原征伐の折り、石垣山本陣において豊臣秀吉に謁見し、許されて帰国の途中、この地で客死した。

## 心岩寺湧水
寺の東側台地に縄文時代中期の遺跡が分布し、南方約100メートルに鈴鹿横穴群があることなどから、先史時代からの生活用水だったと考えられる。また、根下（ねした）の神井戸（かめいど）の水、谷戸山の水とあわせて「天水」と呼ばれ、入谷地区の水田の灌漑にも利用された。
湧水が流れ込む境内の池は不動池と呼ばれ、滝のほとりには不動尊がまつられている。

## ヒトツバタゴ
本堂に向かって左側にヒトツバタゴがあり、初夏に可憐な白い花を咲かせる。

## 交通
- 小田急線座間駅から徒歩約9分
- 相模線入谷駅から徒歩約13分